# 悔悛するマグダラのマリア (レーニ)
『悔悛するマグダラのマリア』（かいしゅんするマグダラのマリア、伊: Maddalena penitente、英: Penitent Magdalene）は、17世紀イタリア・バロック期のボローニャ派の巨匠グイド・レーニが1631-1632年ごろ、キャンバス上に油彩で制作した絵画である。1633年以前にアントニオ・サンタクローチェ枢機卿のために制作されたが、彼の死後の1641年12月にアントニオ・バルベリーニ枢機卿に贈られた。現在、ローマのバルベリーニ宮国立古典絵画館に所蔵されている。

## 作品
「ルカによる福音書」(7章36-8章3) によると、マグダラのマリアはイエス・キリストから7つの悪霊を追い出してもらい、イエス・キリストの磔刑と復活に立ち会った人物として『新約聖書』に登場する。彼女はまた、マルタの妹のマリア、パリサイ人シモンの家でキリストの足に香油を塗ったマリア (「ヨハネによる福音書」、12章1-8) として同一視された。そのため、彼女には瞑想的な苦行者、キリストの復活に立ち会えた選ばれし者、悔悛する罪人といったイメージが重ね合わされるようになった。
伝説によれば、マグダラのマリアはキリストの死後、ラザロと彼の妹マルタとともに地中海を旅した。そして、最終的にプロヴァンス地方の海岸に到着し、そこで厳しい隠遁生活を送ったとされる。悔悛するマグダラのマリアの主題は悔悛する聖ペテロとともに、プロテスタントが否定した悔悛の必要性を強調したカトリックの対抗宗教改革の時代 (16世紀末から17世紀初頭) に広く一般的なものとなった。この主題は禁欲主義と肉欲に対する警告と関連しており、娼婦であったとされるマグダラのマリアはそれを表すのに格好の存在であった。本作に見られる装飾品のない岩の隠遁所、断食のための苦い植物の根、彼女の裸足はすべて悔悛を示唆する。しかし、チュニックとマントの姿とはいえ、流麗な金髪のマグダラのマリアには女性の官能性が見いださる。
悔悛するマグダラのマリアはレーニにとって特別な図像であり、彼は何点ものヴァージョンを制作した。それらの作品は人々に称賛され、絶えず求められた。バルベリーニ家のコレクションには本作と類似したもう1点の『頭蓋骨を持つマグダラのマリア』 (現在、個人蔵) が所蔵されていたが、その作品ではマグダラのマリアは4分の3身体像で表されている。本作はレーニ円熟期の見事な作例で、マグダラのマリアの記念碑的で高貴な身体像に見られる完全な古典主義によって特徴づけられる。冷たい銀色の光に照らされた色調の幅もまた、レーニの1630年代の芸術に典型的なものである。 

## レーニのマグダラのマリア

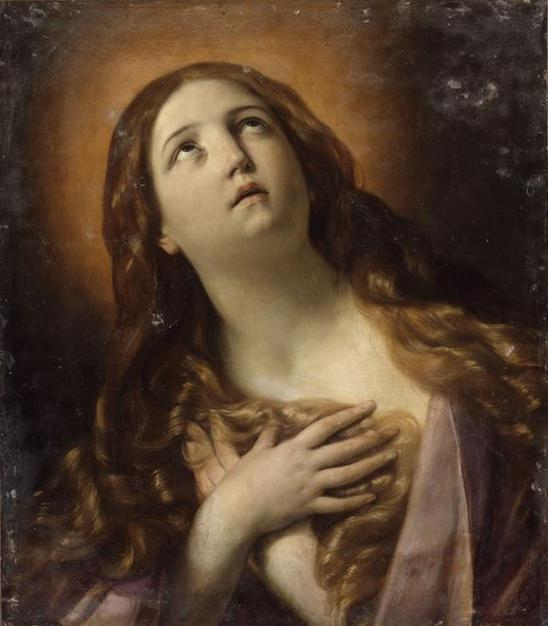
1628-1629年、個人蔵
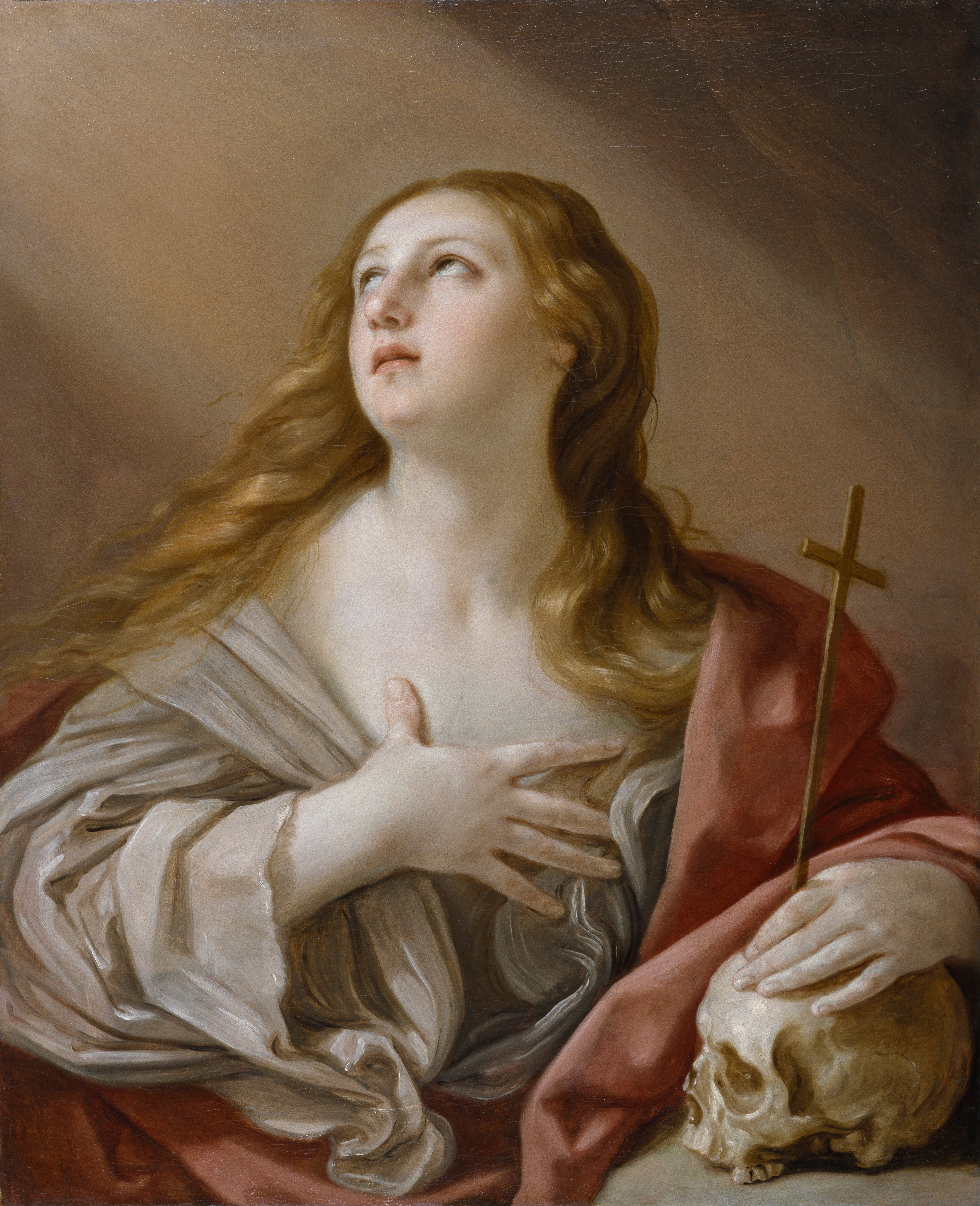
1635年ごろ、ウォルターズ美術館 (ボルチモア)
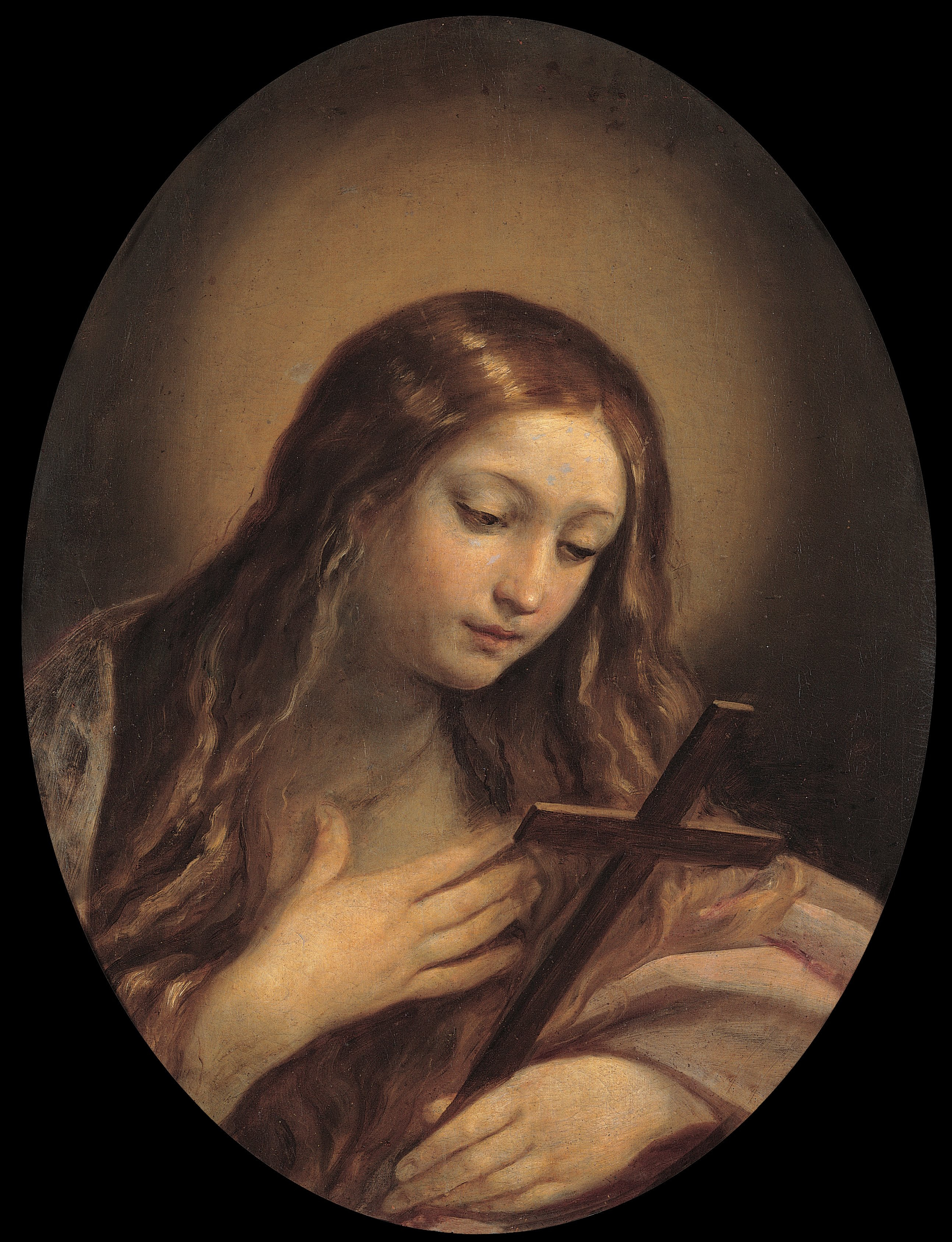
1635-1640年ごろ、カピトリーノ美術館、ローマ